# Amanda Solloway
Amanda Jane Solloway, née le 6 juin 1961 à Nottingham, est une femme politique britannique, membre du Parti conservateur.
Elle est députée de Derby North de 2019 à 2024, ayant précédemment exercé ses fonctions de mai 2015 à juin 2017.

## Jeunesse
Elle est née Amanda Jane Edghill à Nottingham. Elle fait ses études à la Bramcote Hills Grammar School de Bramcote, Broxtowe, Nottinghamshire, qui est devenue complète en 1978, et fait maintenant partie du Bramcote Hills Sport and Community College.
Elle passe 15 ans dans la gestion du commerce de détail avec Sainsbury's et 15 autres années au sein des RH dans le secteur sans but lucratif (Aide aux personnes âgées et Save the Children) et le secteur privé (Groupe de vêtements Baird),.

## Carrière parlementaire
Elle est élue aux Élections générales britanniques de 2015, et devient Secrétaire parlementaire privé du ministre d'État au ministère du Développement international. Elle est opposée au Brexit avant le référendum de 2016.
Elle fait campagne sur les problèmes de santé mentale et des sans-abris à Derby North et au Parlement. Elle est l'une des trois soutiens parlementaires de HS2, le réseau ferroviaire à grande vitesse qui doit être construit entre Londres et le nord.
Elle perd son siège lors des élections générales de 2017 au profit de Chris Williamson, du Labour, qui était auparavant député de Derby North jusqu'en 2015. Elle regagne le siège pour les conservateurs aux élections générales de 2019.
Le 14 février 2020, elle est nommée sous secrétaire d’État à la Science, Recherche et Innovation.
Le 17 septembre 2021, elle est nommée lords du Trésor (whip). Le 7 février 2023, elle est nommée sous-secrétaire d’État à l'accès à l'énergie, un poste nouvellement créé.

## Vie privée
Elle vit à Borrowash à Erewash, Derbyshire. Elle épouse Robert Solloway en 1983 à Basford, Nottinghamshire ; le couple a deux filles.
Elle est la marraine de l'unité des amis du bébé à l'hôpital Royal Derby .